# 神蔵美子
神蔵 美子（かみくら よしこ、1959年 - ）は、日本の写真家。
慶應義塾大学文学部国文学専攻卒業。女装した著名人の写真集「たまゆら」や、自身と末井昭、坪内祐三との三角関係を撮った写真集「たまもの」で知られる。前夫の坪内と別れ、末井と再婚した。「たまもの」は第1回新潮ドキュメント賞候補作。
兄は実業家の神蔵孝之。父は映画関係に従事しており、早くから兄妹ともにビジュアルやアートに触れながら育った。
寺山修司の天井桟敷を密着取材し、後にニューヨークに渡り、写真家の元でフォトグラファーとしてのアイデンティティーを確立する。帰国後、数々の個展を開いたほか、写真集を出版した。

## 写真集
- 「ナチュリタ」（アルファベ−タ、1990年）ISBN 9784871988087
- 「たまゆら」（マガジンハウス、1998年）ISBN 9784838710652
- 「たまもの」（筑摩書房、2002年）ISBN 9784480876164
- 「たまきはる」（リトルモア、2015年）ISBN 9784898153949

## 著作等
- 「主は偕にあり　田中遵聖説教集」（新教出版社、2019年）ISBN 978-4-400-51763-4 - 解説

## 注
1. ↑  【話の肖像画】作家・編集者　末井昭（４）借金と女性、そして運命の人に産経新聞、2018.3.8